# Жарилгап
Жарилга́п (каз. Жарылғап) — село у складі Баянаульського району Павлодарської області Казахстану. Входить до складу Куркелинського сільського округу.
Населення — 138 осіб (2021; 200 у 2009, 306 у 1999, 425 у 1989).
Національний склад станом на 1989 рік:
- казахи — 100 %

До 2011 року село мало назву Первомай, у радянські часи називалось також Перве Мая.